# 洪格貝格山
48°15′5″N 16°20′52″E / 48.25139°N 16.34778°E

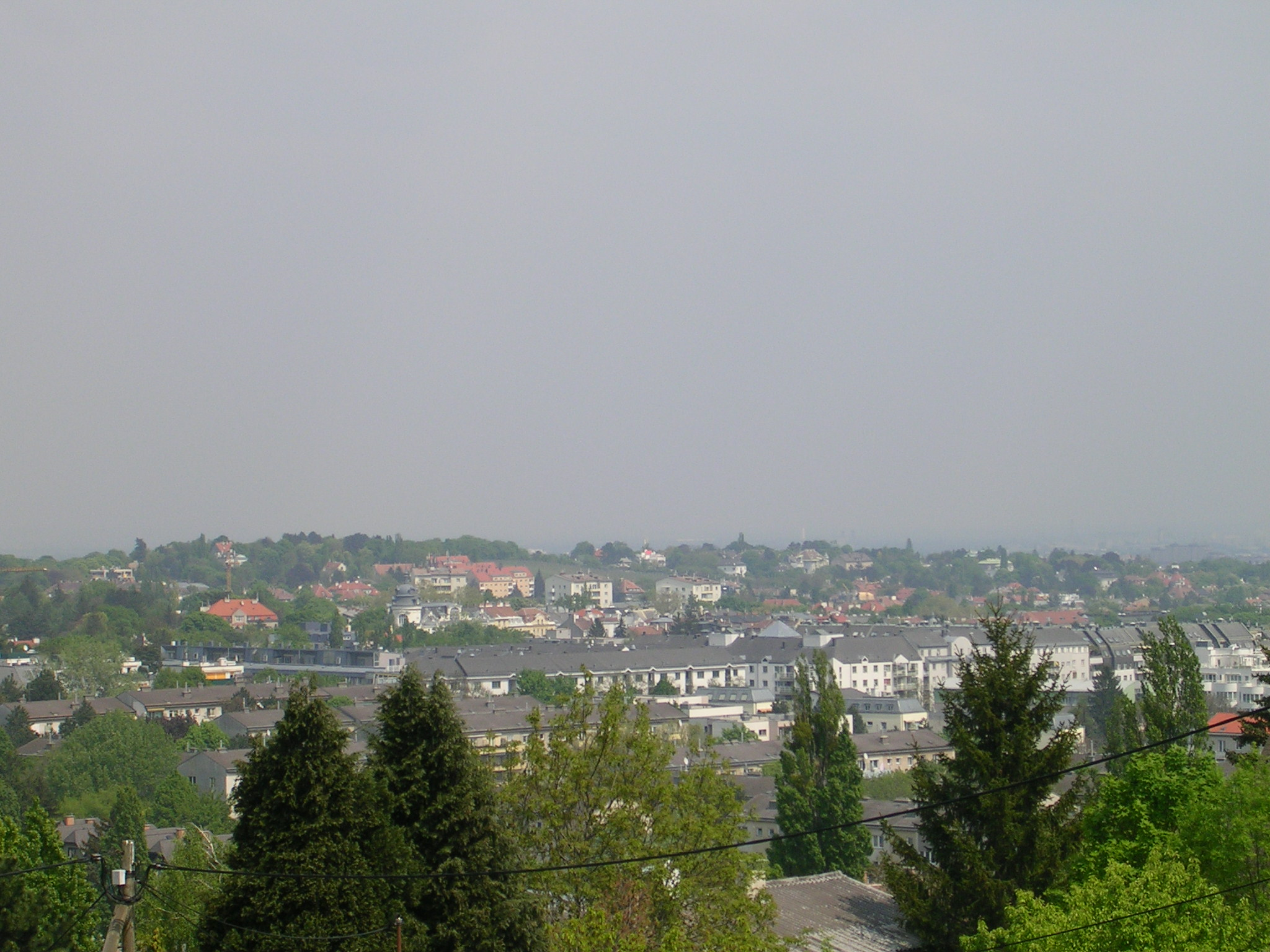

洪格貝格山（德語：Hungerberg），是奧地利的山峰，位於該國東北部，由維也納負責管轄，屬於維也納林山的一部分，海拔高度242米，每年平均降雨量904毫米。